# 孙波 (呼吸与危重病医学家)
孙波，上海医科大学教授、复旦大学教授，研究方向为新生儿呼吸衰竭发病机制、救治技术和临床流行病学、持续肺动脉高压病理生理学和药理学，中华人民共和国教育部第二批“长江学者”特聘教授、欧洲呼吸学会等多个学会会员、国际小儿危重医学会联盟理事会中国委员。

## 生平
1983获上海第二医科大学儿科系学士学位；1983年至1987年上海医科大学儿科医院儿科病理研究生；
1993年获瑞典皇家医学院医学科学博士学位，后在该校做博士后研究至1995年；
1995年在上海医科大学任儿科学教授。后任复旦大学医学院呼吸病研究所副所长。